# Escut del Cogul
L'escut oficial del Cogul té el següent blasonament:
Escut caironat: de sinople, una església d'argent. Per timbre una corona mural de poble.

## Història
Va ser aprovat el 30 de maig de 1991.
L'església és el senyal tradicional de l'escut d'armes del poble; l'església local està dedicada a Santa Maria.